# 八本松八十八石仏

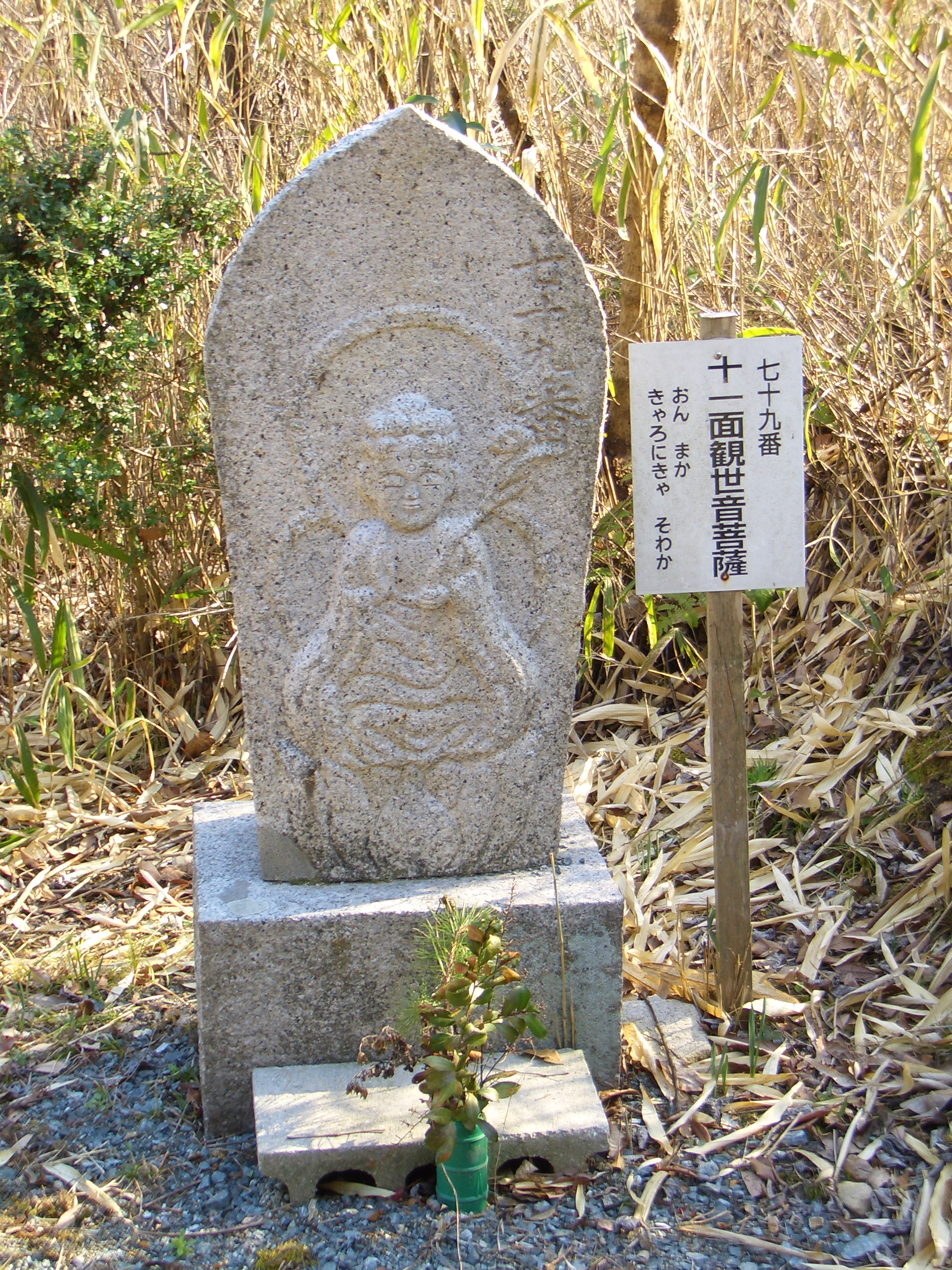
七十九番 十一面観世音菩薩。 四国八十八箇所の天皇寺にあたる。

八本松八十八石仏（はちほんまつはちじゅうはちせきぶつ）は、広島県東広島市八本松町にある88体の石仏の総称。

## 石仏の概要
舟形の光背をもつ石仏である。
- 重量 - 約150kg
- 高さ - 約90cm
- 材質 - 花崗岩

## いわれ
大正末期、人家もまばらな田舎だった八本松に、人の集まるものを作りたいと、北海道開拓で富を得た堀岡熊次郎が中心となって建立した。四国八十八箇所に倣って、各霊場の本尊と同じ如来・菩薩などの石仏が、1番から88番までその順に設置されている。大正15年に完成し、5月に開眼供養を行ったものと推定される。

## 「八本松八十八石仏の会」の発足
長い間石仏の全容は忘れ去られていたが、1998年7月に「八本松八十八石仏の会」が発足すると、再び地元の人に知られるようになった。

石仏の会発足当時は、4体の石仏が所在不明だった。このうち2体は会員によって発見されたが、残る2体は発見できなかったため、会員の一人が新たに彫刻し建立した。このほか、巡拝コースから外れていたものも、元の位置に戻された。

現在、年に2回の定例石仏めぐりが八本松八十八石仏の会によって開催されている。

## 巡拝コース
1番から48番までの「山コース」と48番から88番までの「里コース」に分かれる。総所要時間は約4時間半。

- 山コース - 比高350mの曽場ヶ城山に登って降りる。1番から28番まで上り約1時間半・28番から43番まで下り約1時間
- 里コース - 高低差があまりない市街地や住宅地をめぐる。43番から88番まで約2時間